# Phyllomyza proceripalpis
Phyllomyza proceripalpis är en tvåvingeart som beskrevs av Iwasa 2003. Phyllomyza proceripalpis ingår i släktet Phyllomyza och familjen sprickflugor. Inga underarter finns listade i Catalogue of Life.